# Maryla Lerch
Maryla Lerch (ur. 26 sierpnia 1948 w Sopocie) – polska wokalistka.

## Kariera
W 1968 roku na II Festiwalu Piosenki Żołnierskiej w Kołobrzegu zajęła 3. miejsce. Piosenką Żal mi ptaków zdobyła tam również Nagrodę Komitetu ds. PRiTV. Śpiewała w grupie Vox Remedium, a w latach 1974-1977 z Zespołem Artystycznym Wojska Polskiego "Flotylla" oraz nagrywała z orkiestrami J. Tomaszewskiego i Henryka Debicha. W 1980 roku na Festiwalu Piosenki Żołnierskiej za piosenkę Kołobrzeska Sanitariuszka zdobyła „Srebrny Pierścień”.

## Dyskografia
- 1970: LP XL 0633 Muza, Premiery Opole 1970 - piosenka Jadą wozy kolorowe z zespołem Vox Remedium[3]
- 1972: LP XL/SXL 0885 Muza, Kołobrzeg 1972 - piosenka Kiedy mieli dwadzieścia lat[4]

## Nagrania radiowe
- maj 1970 z zespołem Vox Remedium; piosenki Brzozy-sosny, Ballada kowalska, Czas cieni, Ballada o królewnie, co na misia czekała[1]